# Stenostomum karlingi
Stenostomum karlingi är en plattmaskart som beskrevs av Luther 1960. Stenostomum karlingi ingår i släktet Stenostomum, och familjen Stenostomidae. Arten är reproducerande i Sverige.